# 老斯滕·斯圖雷

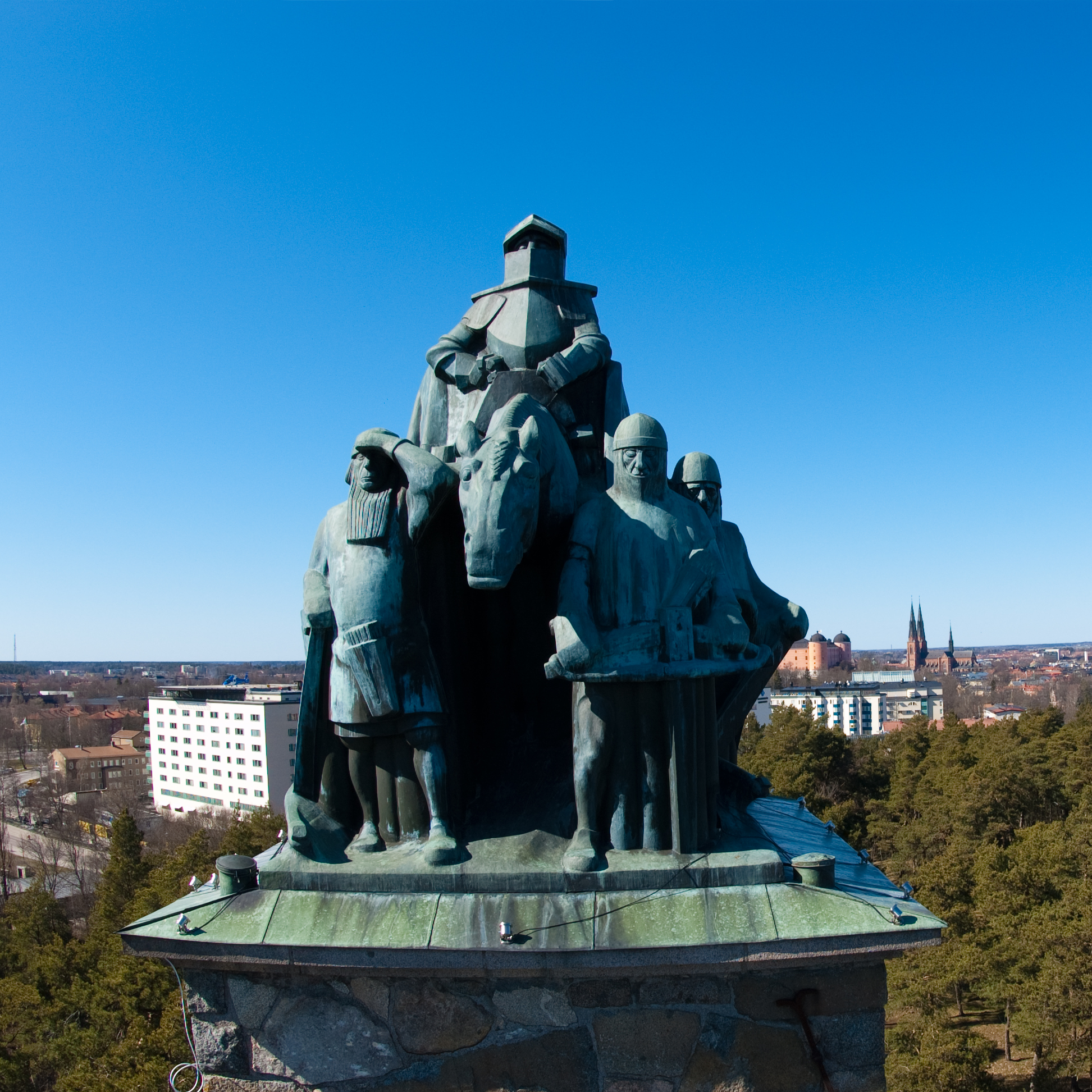
在烏普薩拉由卡爾米勒斯製成的老斯滕·斯圖雷雕像

老斯滕·斯圖雷（瑞典語：Sten Sture den äldre；1440年—1503年12月14日）是一位瑞典政治家，出自瑞典的斯圖雷家族，是古斯塔夫·阿農德松·斯圖雷和妻子比吉塔·斯滕斯多特的兒子。在卡爾馬聯盟時期曾兩度擔任瑞典國家執政（1470年6月1日－1497年10月6日）及（1501年11月12日－1503年12月14日），執政長達近30年。

## 早年
在當代的來源中，他被稱為斯滕·古斯塔松或斯滕先生，當時在瑞典還沒有使用貴族姓氏作為個人名字的一部分。老斯滕·斯圖雷出生於1440年左右，斯圖雷家族的古斯塔夫·阿農德松·斯圖雷和其後成為國王的卡爾八世的同母異父的姐姐比吉塔·斯滕斯多特的兒子。斯圖雷家族是當時瑞典尊貴的家族之一，是皇室的遠親，因為斯圖雷家族是來自瑞典國王小斯渥克爾松·卡爾松的後代。斯滕·古斯塔松的父親古斯塔夫·阿農德松·斯圖雷是卡爾馬城堡的城主和樞密院議員，但是當兒子四歲時他就逝世了。比吉塔·斯滕斯多特其後再婚，斯滕·古斯塔松可能為家族中的族人撫養成人。

## 參與分離主義者起義
15世紀的瑞典很大程度上是由於在丹麥的支持下保存卡爾馬聯盟的聯盟主義者與建立瑞典作為瑞典君主的獨立王國的分裂主義者之間的政治鬥爭和內戰。由於他與瑞典國王卡爾八世的密切親屬關係，年輕的斯滕·古斯塔松從小就成為瑞典獨立運動的成員，並在卡爾八世流亡但澤期間探訪他。1462年，斯滕·古斯塔松成為騎士，並於1466年成為樞密院議員，並在瑪麗費萊德北部居住。1464年，斯滕·古斯塔松與身為主教及瑞典國家執政的克提·卡爾松在起義時一同對抗丹麥國王克里斯蒂安一世，參加了決定勝利的哈克戰役。斯滕·古斯塔松曾擔任國王卡爾八世的軍事指揮官，擊敗了瓦薩家族埃里克·卡爾松在1470年發起的起義，後來在同一年成功地擊退了克里斯蒂安一世的軍隊。
斯滕·古斯塔松於1467年與英格堡·托特結瑞典結婚，她是一位對神學和科學都感興趣的文藝復興時代人物，似乎對斯滕·古斯塔松統治時期的知識發展中有一定的重要性。他們的婚姻並無兒女。

## 第一次成為國家執政
1470年，當國王卡爾八世逝世前指定他的外甥斯滕·古斯塔松為他名下個人財產的繼承人，並留下包括斯德哥爾摩和斯德哥爾摩城堡在內的皇家土地交予斯滕·古斯塔松管理。1470年5月15日，卡爾八世逝世時，斯滕·古斯塔松立即成為該國最強大的貴族及政治家，並於1471年5月被在阿爾博加的議會上選為瑞典護國公和國家執政。斯滕·古斯塔松通過的布魯克伯格戰役的勝利鞏固了自己的政治地位。
1471年10月10日發生布魯克伯格戰役中，斯滕·古斯塔松在斯德哥爾摩北方的城門外的布倫克伯格（Brunkebergsåsen），他的瑞典分離主義者軍隊與丹麥國王克里斯蒂安一世瑞典聯盟主義者和丹麥軍隊進行的戰鬥中勝利，克里斯蒂安一世受傷，聯盟主義者軍隊被擊潰。這場勝利將斯滕·古斯塔松在瑞典人心目中提升到國家救世主的地位。
其後斯滕·古斯塔松統治了瑞典四分之一個世紀，使國家執政幾乎成為他的終生職業。斯滕·古斯塔松得到農民、貝里斯拉根採礦區的商家和較低級的貴族所支持，利用他們對抗與聯盟主義的高級貴族和神職人員，及對抗再度恢復與丹麥聯盟的要求。1483年在卡爾馬舉行的一次會議中，高級貴族確認了新的丹麥國王漢斯 (丹麥)成為瑞典的真正統治者，因為漢斯授予高級貴族、神職人員及樞密院更廣泛的特權和保證，但是斯滕·古斯塔松仍然設法維護他的政治權力，暫時拒絕放棄他的國家執政地位。
1477年，在斯滕·古斯塔松支持下大主教雅各·烏夫森創立了瑞典第一所大學烏普薩拉大學。1493年，丹麥和挪威國王漢斯與俄羅斯的伊凡三世結盟，以對抗斯滕·古斯塔松統治下的瑞典。從1495年至1497年，斯滕·古斯塔松成功地擊退了入侵芬蘭的俄羅斯軍隊。然而，他隨後於1497年3月8日被由Natt och Dag家族斯萬特·尼爾松帶領的瑞典樞密院以絕大多數貴族贊成下宣布將他的國家執政地位廢黜。

## 第二次成為國家執政
在接下來的戰爭中，斯滕·古斯塔松得到農民部隊的支持，但是他們在羅特布羅戰役中被丹麥國王漢斯所打敗，同年7月丹麥軍隊入侵了瑞典。同年10月6日，斯滕·古斯塔松向國王漢斯投降並雙方和解。漢斯接受加冕成為瑞典國王，而斯滕·古斯塔松被授予在瑞典境內最祟高的權力地位。然而，在1501年的再一次反對丹麥人統治的叛亂中，斯滕·古斯塔松再次上任成為國家執政，領導瑞典獨立鬥爭直到他去世為止。1502年5月，由丹麥皇后薩克森的克里斯蒂娜率領的聯盟主義者的斯德哥爾摩駐軍，由於曠日持久的圍攻，斯德哥爾摩出現嚴重飢荒因而投降。在1503年初，斯滕·古斯塔松的部隊控制著瑞典大部份地區，除了卡爾馬及厄蘭島外。
1503年10月，斯滕·古斯塔松利用被俘虜的王后作為籌碼，由漢薩同盟的調停下談判達成停火協議，斯滕·古斯塔松親自陪同王后回到丹麥的哈爾姆斯塔德。斯滕·古斯塔松在丹麥回程的路上生病，並於1503年12月14日死亡。身在斯泰格堡的斯萬特·尼爾松因為受到與斯滕·古斯塔松同行的主教所通知，立即帶兵前往斯德哥爾摩。當時斯德哥在爾摩斯滕·古斯塔松的遺孀英格堡·托特與駐軍控制下，斯萬特·尼爾松到達斯德哥爾摩後才收到丈夫去世的消息。她被勸說接受了芬蘭赫姆城堡作為放棄斯德哥爾摩城堡的補償。斯滕·古斯塔松在南曼蘭及烏普蘭的個人遺產由外甥瓦薩家族的埃里克·約翰松·瓦薩所繼承，他便是日後帶領瑞典獨立的古斯塔夫一世的父親。而他的政敵斯萬特·尼爾松成為新任的國家執政，其後斯萬特·尼爾松的兒子小斯滕·斯圖雷亦成為國家執政帶領瑞典分離主義者軍隊與丹麥對抗並被殺。因為與小斯滕·斯圖雷的名字有所相同斯滕·古斯塔松被稱為“老斯滕·斯圖雷”以分別二人。